# Église Saint-Martial d'Orgnac-sur-Vézère
Pour les articles homonymes, voir Église Saint-Martial.
L'église Saint-Martial est une église catholique située à Orgnac-sur-Vézère, dans le département français de la Corrèze, en région Nouvelle-Aquitaine.

## Généralités
L'église Saint-Martial est située dans l'ouest du département français de la Corrèze, au nord du bourg d'Orgnac-sur-Vézère, le long de la route départementale 9E2.
Elle a été placée sous le patronage de saint Martial, évangélisateur du Limousin et premier évêque de Limoges.

## Histoire
Deux chapiteaux insérés dans la maçonnerie du clocher datent de la période romane.
Fortement endommagée lors de la guerre de Cent Ans, l'église a été restaurée au XVe siècle.

## Architecture
Contrairement à de nombreuses églises catholiques, l'édifice n'est pas orienté est-ouest, mais nord-est/sud-ouest.
Au sud-ouest, quelques marches permettent d'accéder au portail en ogive, surmonté d'une baie en plein-cintre — encadrée en haut par deux chapiteaux romans représentant une tête de lion et un personnage accroupi — et d'un clocher avec deux baies campanaires pourvues chacune d'une cloche. Le côté sud du clocher est également orné d'une sculpture en bas-relief.
À l'intérieur, la nef unique est accostée par deux chapelles latérales, de deux travées chacune, au nord et au sud, juste avant le chœur, de forme rectangulaire, terminé par un chevet plat. Un faux retable peint en trompe-l'œil orne le chœur.

l'église d'Orgnac-sur-Vézère
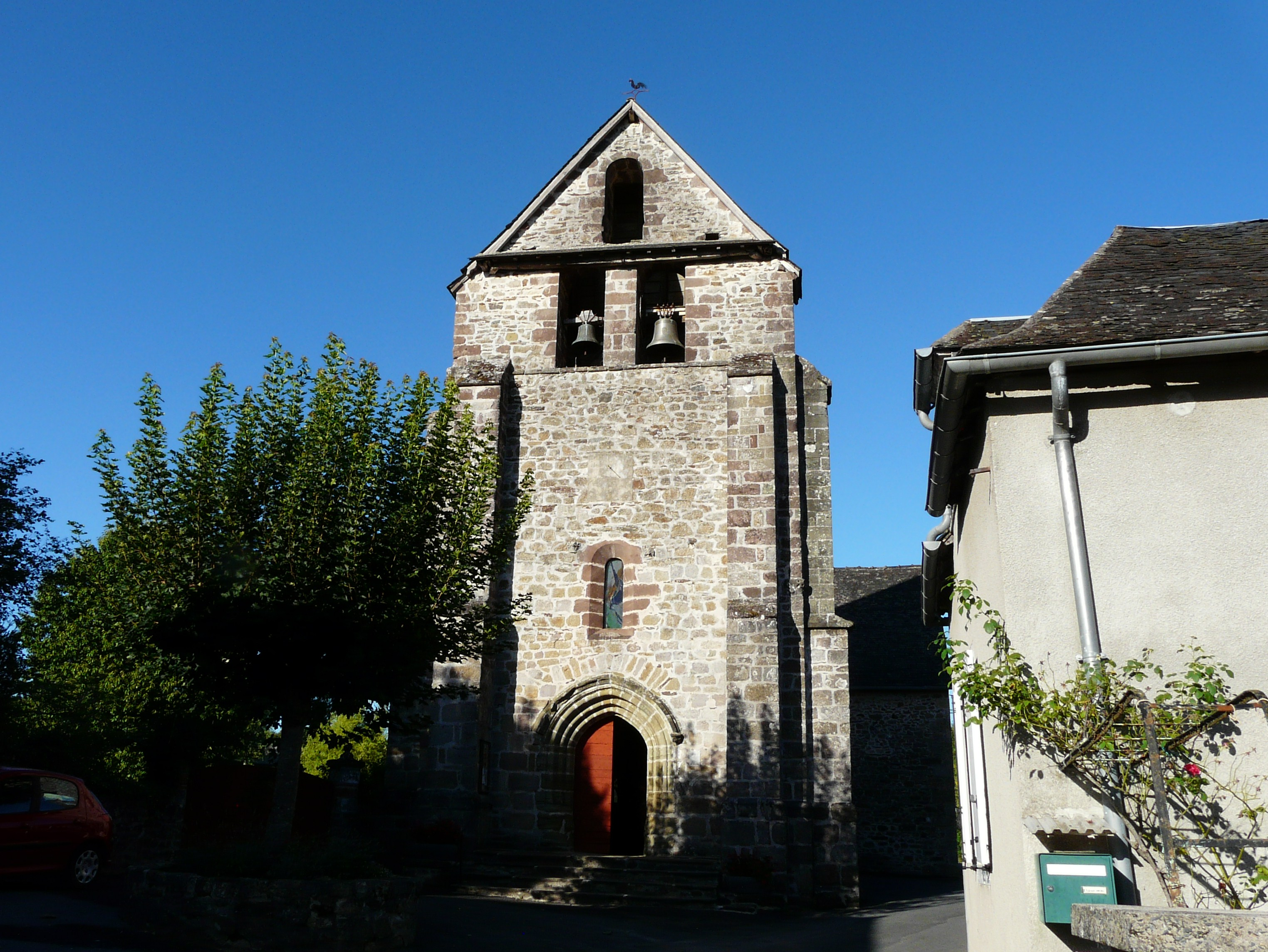
La façade occidentale du clocher.
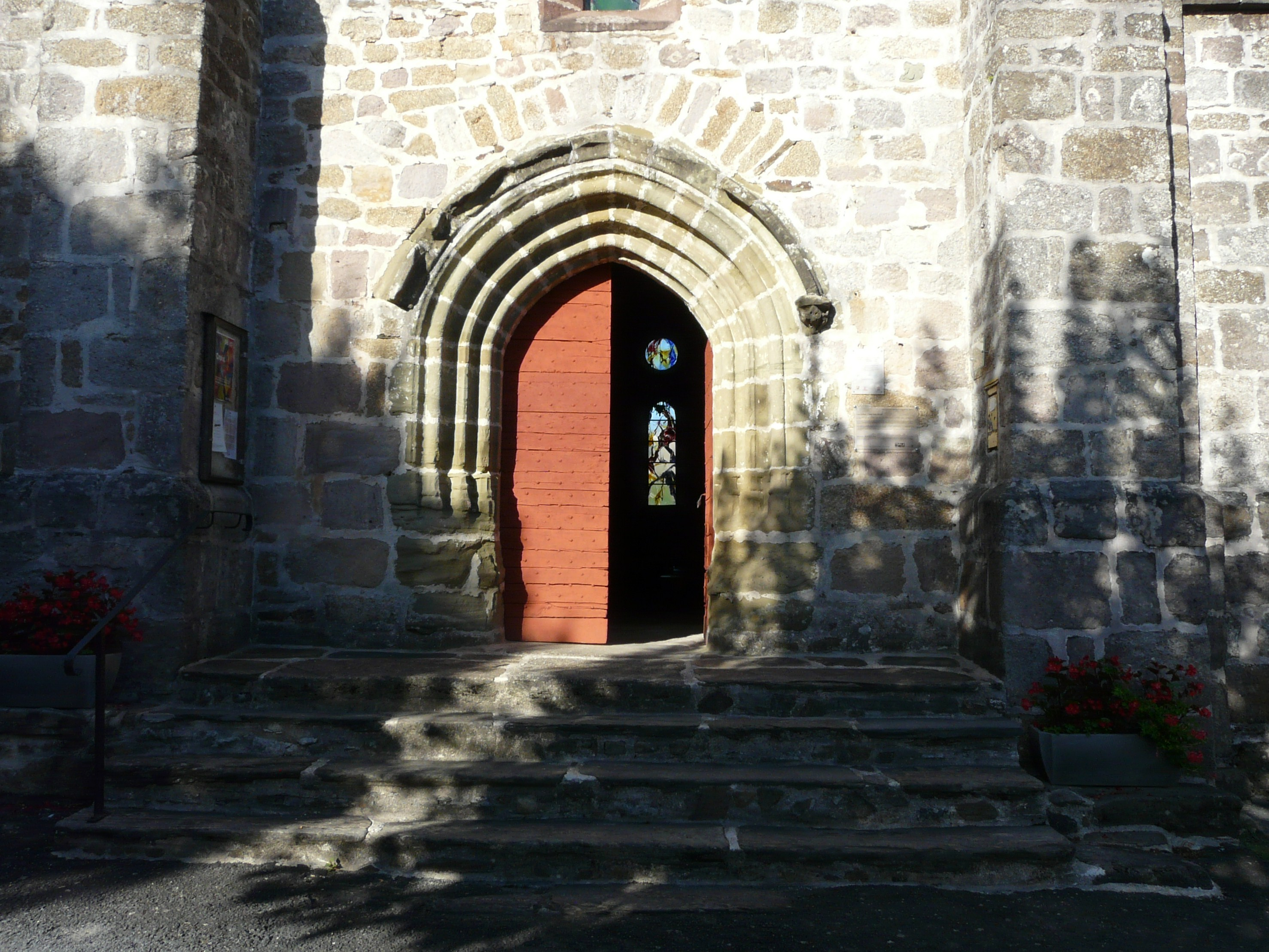
Le portail.
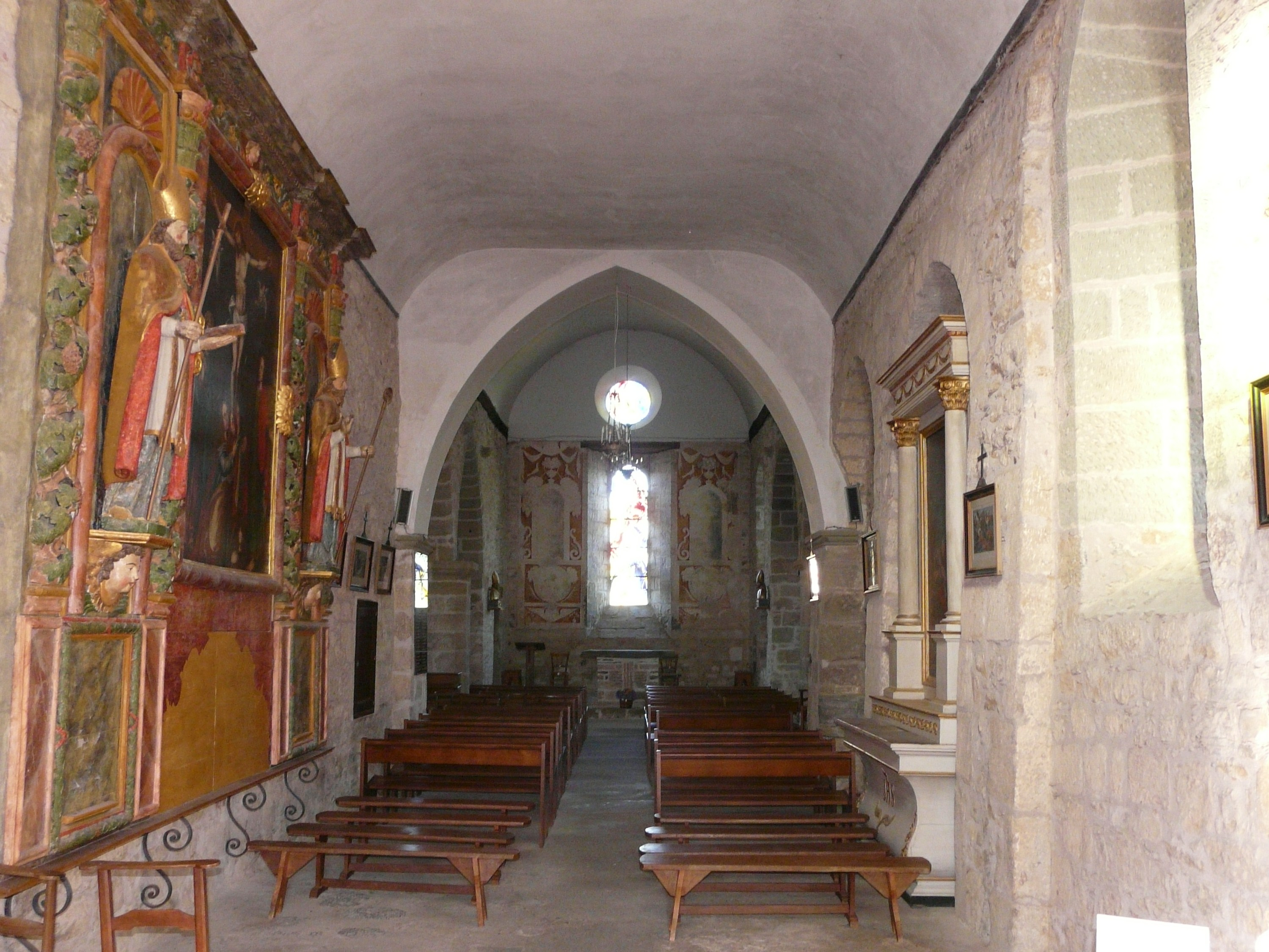
Le retable sculpté et la nef.
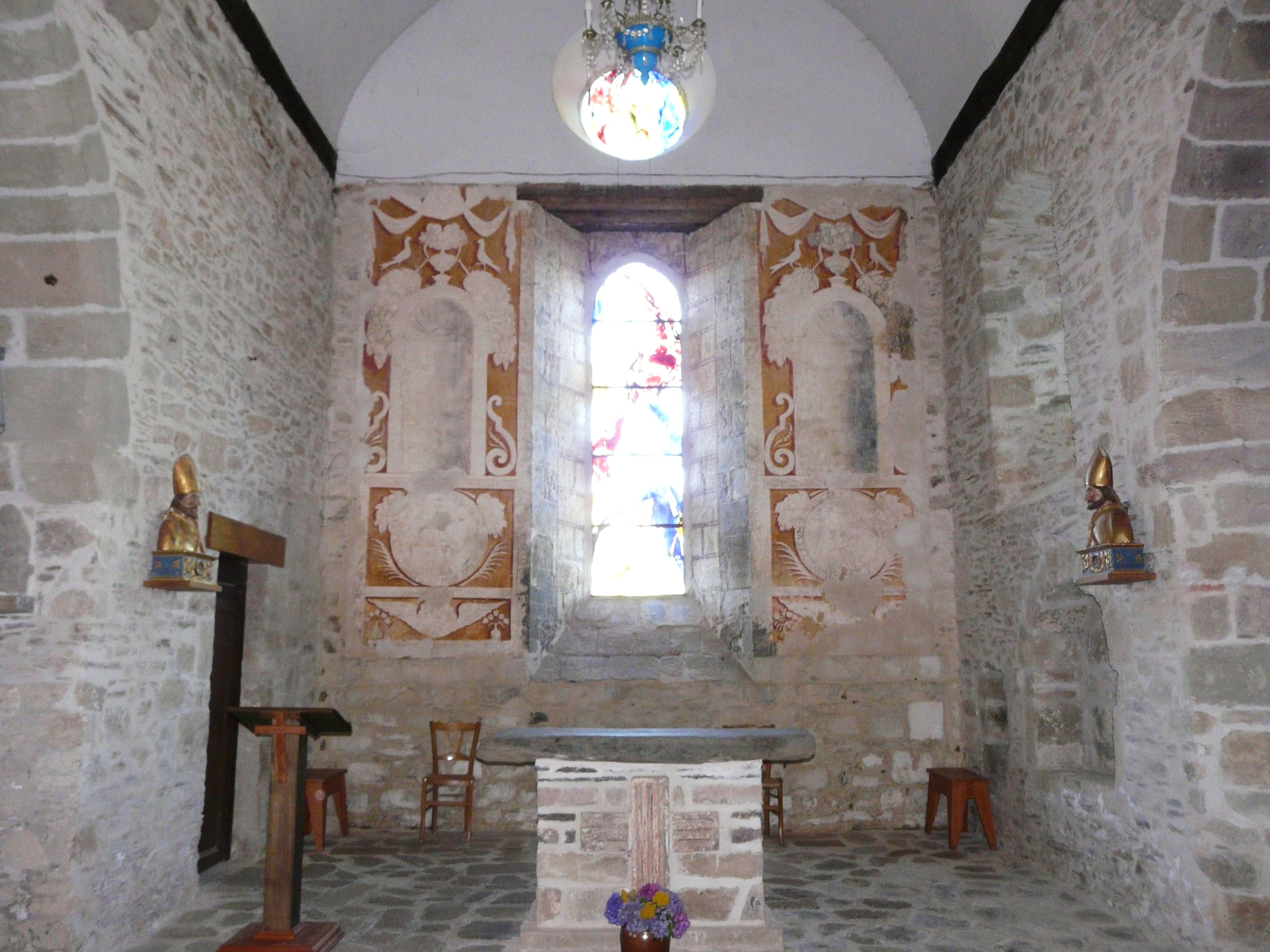
Le chœur et le retable en trompe-l'œil.
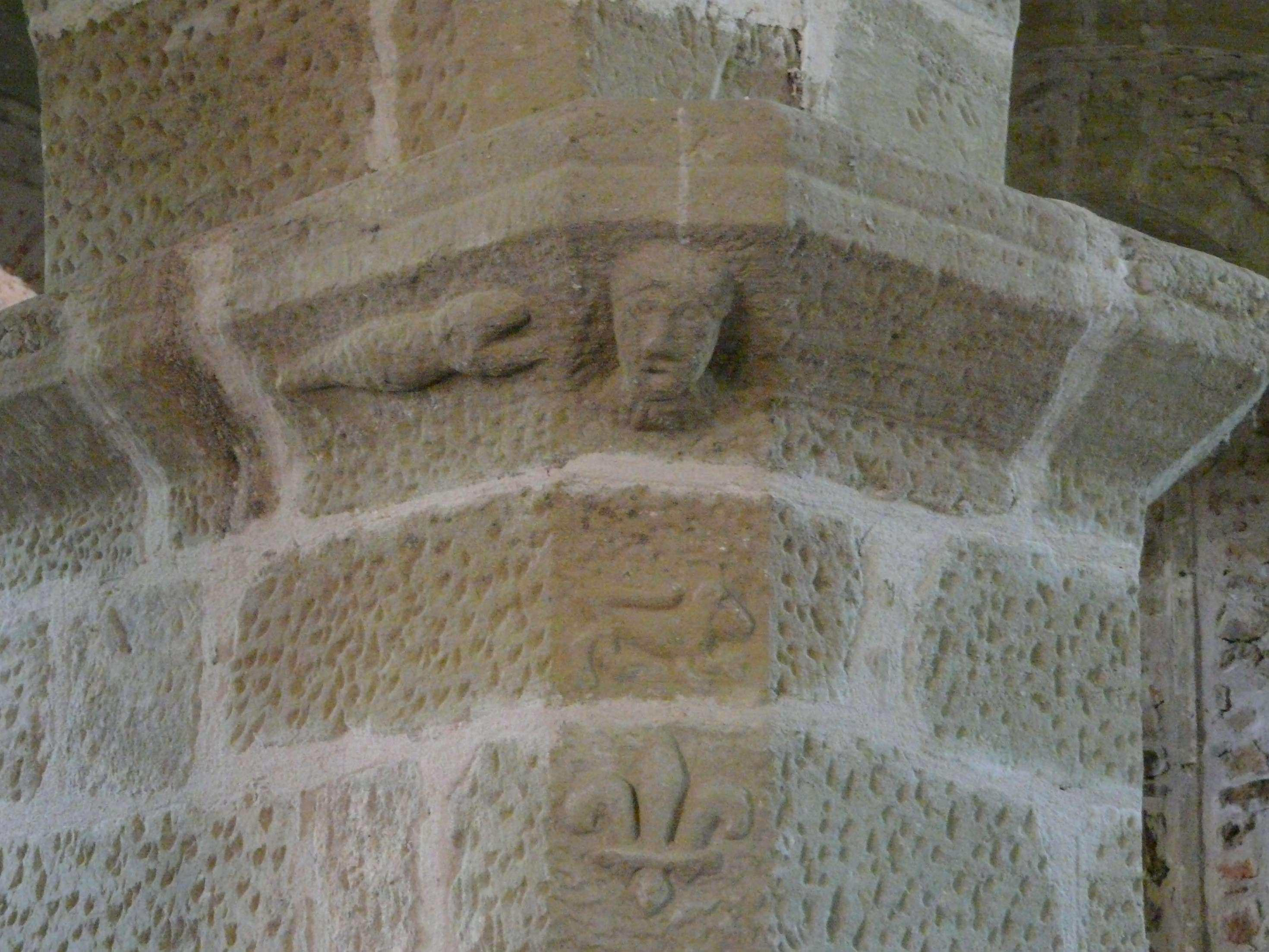
Bas-reliefs sur un pilier.

## Mobilier
Parmi les objets que recèle l'église, plusieurs sont protégés  au titre des monuments historiques :
- une croix de procession du XVe siècle, transformée en croix d'autel, en cuivre repoussé et bronze, classée le 15 octobre 1923[3] ;
- un grand retable du XVIIe siècle de quatre mètres de large pour 4,80 mètres de haut, incluant deux statues de saint Étienne d'Obazine et de saint Martial, ainsi qu'un tableau central représentant le Christ en croix, le tout inscrit le 12, puis le 23 novembre 2007[4] ; installé le long du mur nord de la nef, il pourrait provenir de la chartreuse du Glandier, supprimée lors de la Révolution[2] ;
- un maître-autel du XVIIIe siècle, remanié au siècle suivant, inscrit le 12, puis le 23 novembre 2007[5] ; il trône dans la chapelle nord ;
- deux bustes-reliquaires, du XVIIe ou XVIIIe siècle en bois polychrome, représentant saint Étienne d'Obazine et saint Martial, inscrits le 12, puis le 23 novembre 2007[6].

En 2013, onze vitraux modernes réalisés par le peintre Kim En Joong ont été installés.

le mobilier de l'église d'Orgnac-sur-Vézère
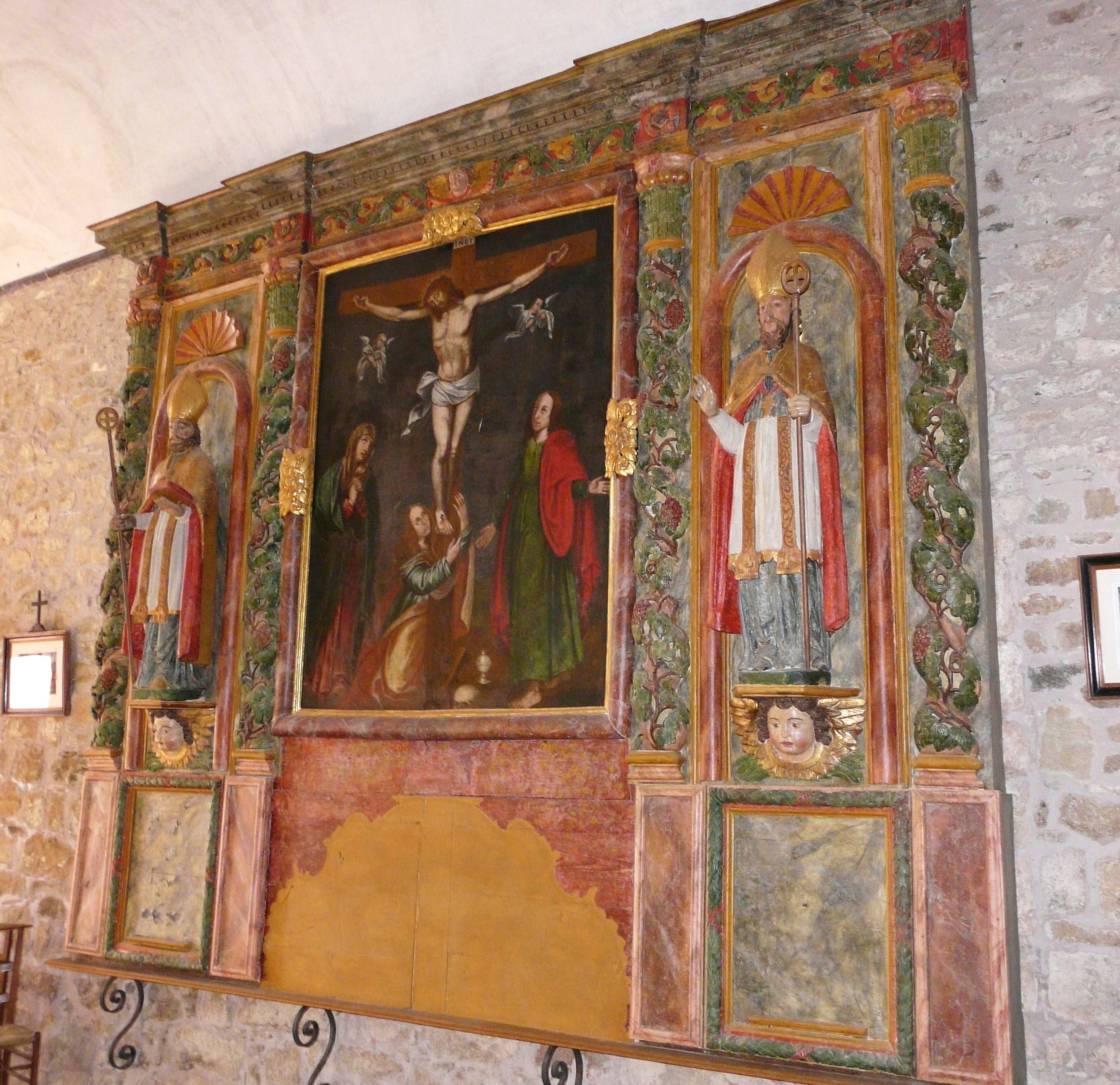
Le retable du XVIIe siècle.
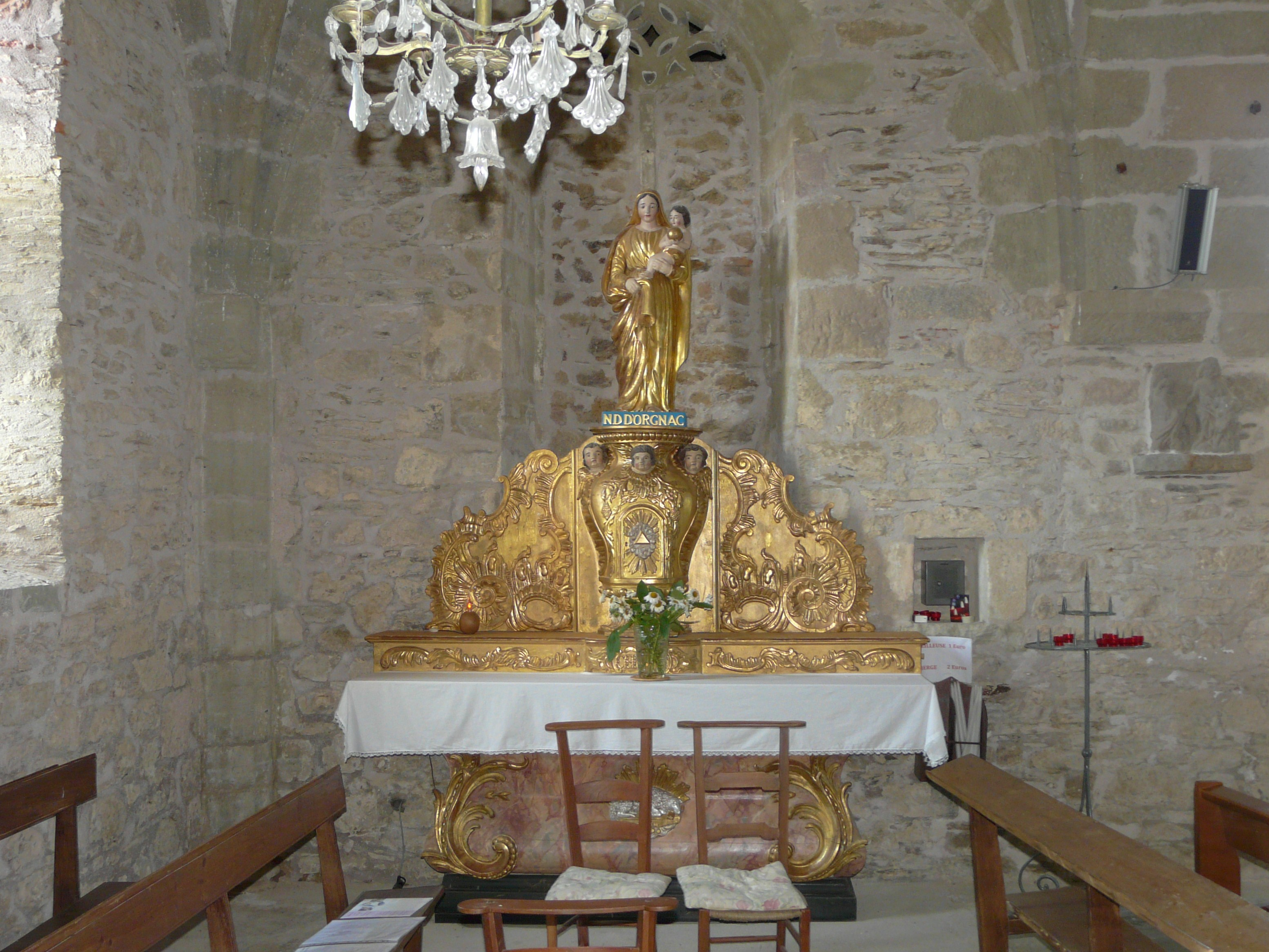
Le maître-autel du XVIIIe siècle.
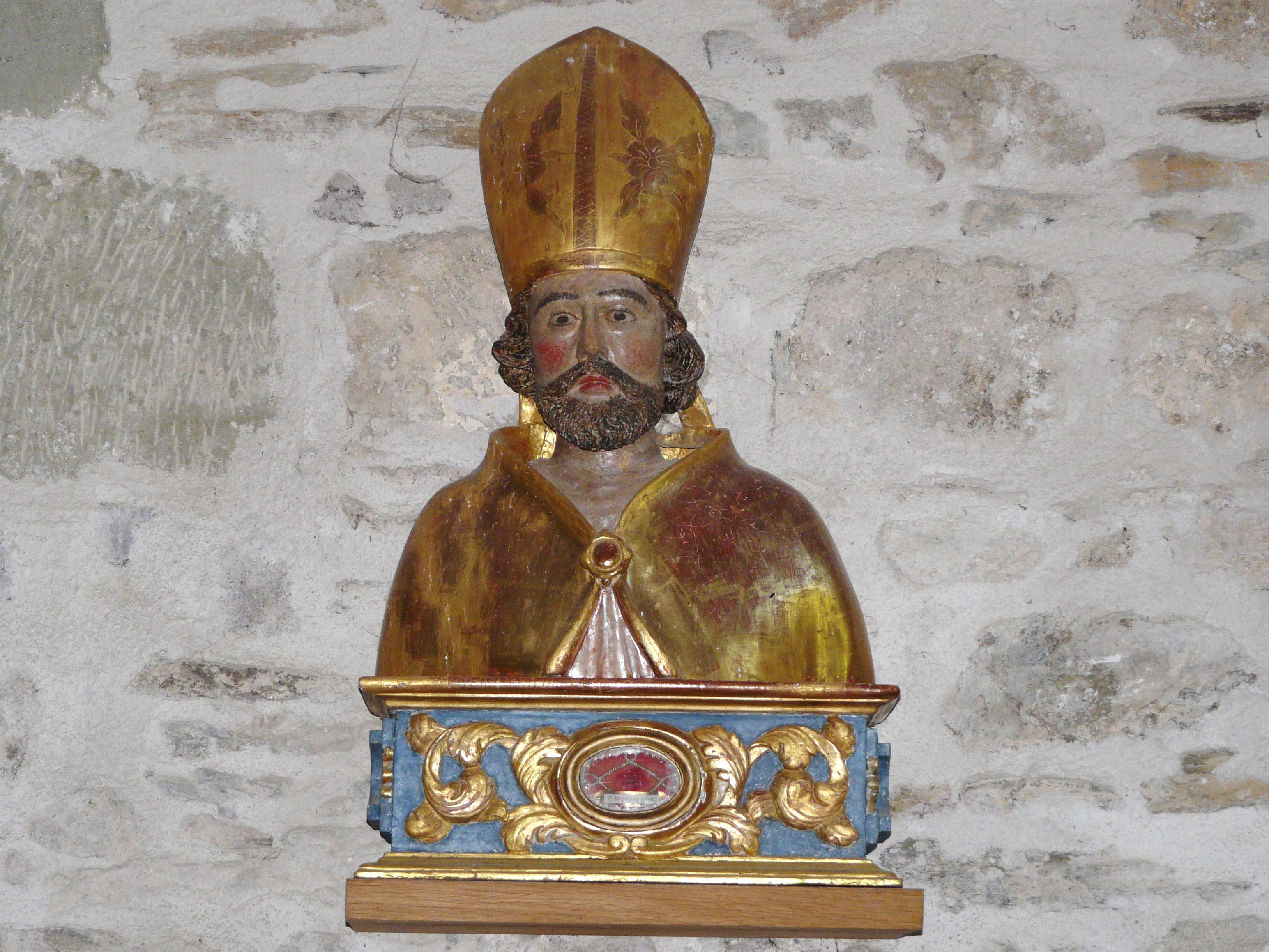
Buste-reliquaire représentant saint Étienne d'Obazine.
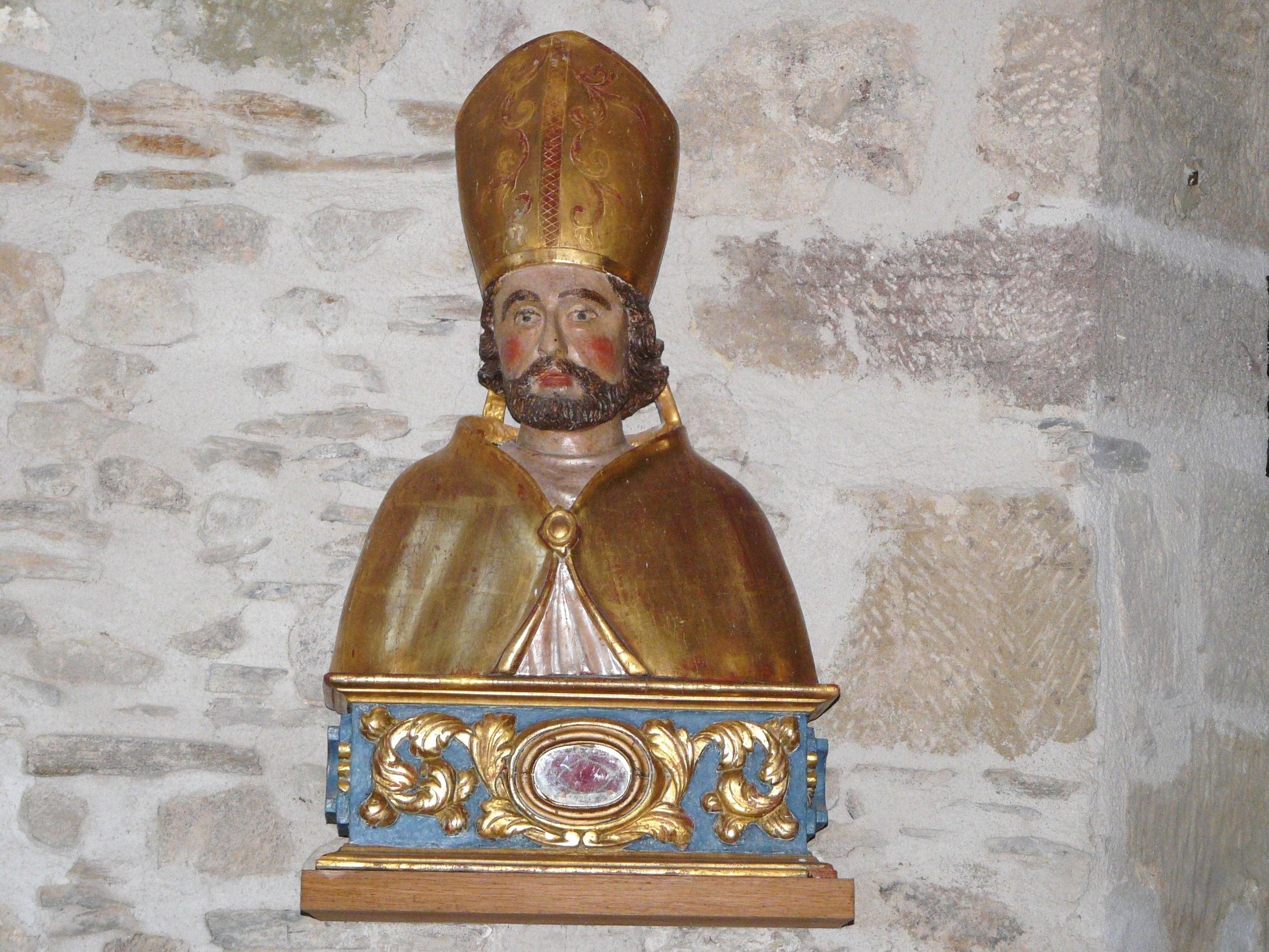
Buste-reliquaire représentant saint Martial.